# Paraleptastacus katamensis
Paraleptastacus katamensis is een eenoogkreeftjessoort uit de familie van de Leptastacidae. De wetenschappelijke naam van de soort is voor het eerst geldig gepubliceerd in 1932 door Wilson C.B..